# Саламмбо
Саламмбо — приключенческая игра с видом от первого лица, разработанная Cryo Interactive и выпущенная в 2003 г., уже после банкротства разработчика, компанией The Adventure Company. В России издана компанией 1С.
Сюжет игры базируется на романе «Саламбо» Гюстава Флобера в переработке автора одноимённого комикса Филиппа Дрюле; при том, что в игре, как и в романе, действие происходит во времена Пунических войн, визуальный ряд игры не относится к античности и является полностью фантастическим.
Действие игры начинается с бегства главного героя Спендия из карфагенской темницы. Способствующая побегу Саламмбо, дочь военачальника Карфагена Гамилькара, просит играющего передать тайное послание Мато — лидеру сил, осаждающих Карфаген.

## Реакция
Игра вышла в период полного отсутствия интереса массового игрока к приключениям с классическим «point and click» геймплеем и не обозревалась большинством популярных игровых изданий.
Тем не менее, имеющиеся оценки на сайтах-агрегаторах, таких как Metacritic, тяготеют к среднему баллу 77 %, что является достаточно высоким показателем.

## Интересные факты
— В российском издании имя одного из главных персонажей и, соответственно, название игры переведены как «Саламмбо» (с двумя «м») — вопреки существующей с 19 века традиции перевода этого имени как «Саламбо». Вероятно, этот шаг был предпринят с целью дистанцироваться от классического романа Флобера.
Также из русского названия игры исключён подзаголовок (в английском варианте — «Битва за Карфаген»), возможно, с той же целью — исключить у потенциального покупателя ассоциации с реально происходившими историческими событиями.
— В саундтреке игры используется симфония № 9 «Из Нового света» Антонина Дворжака.